# Anton Giulio Ambrosini

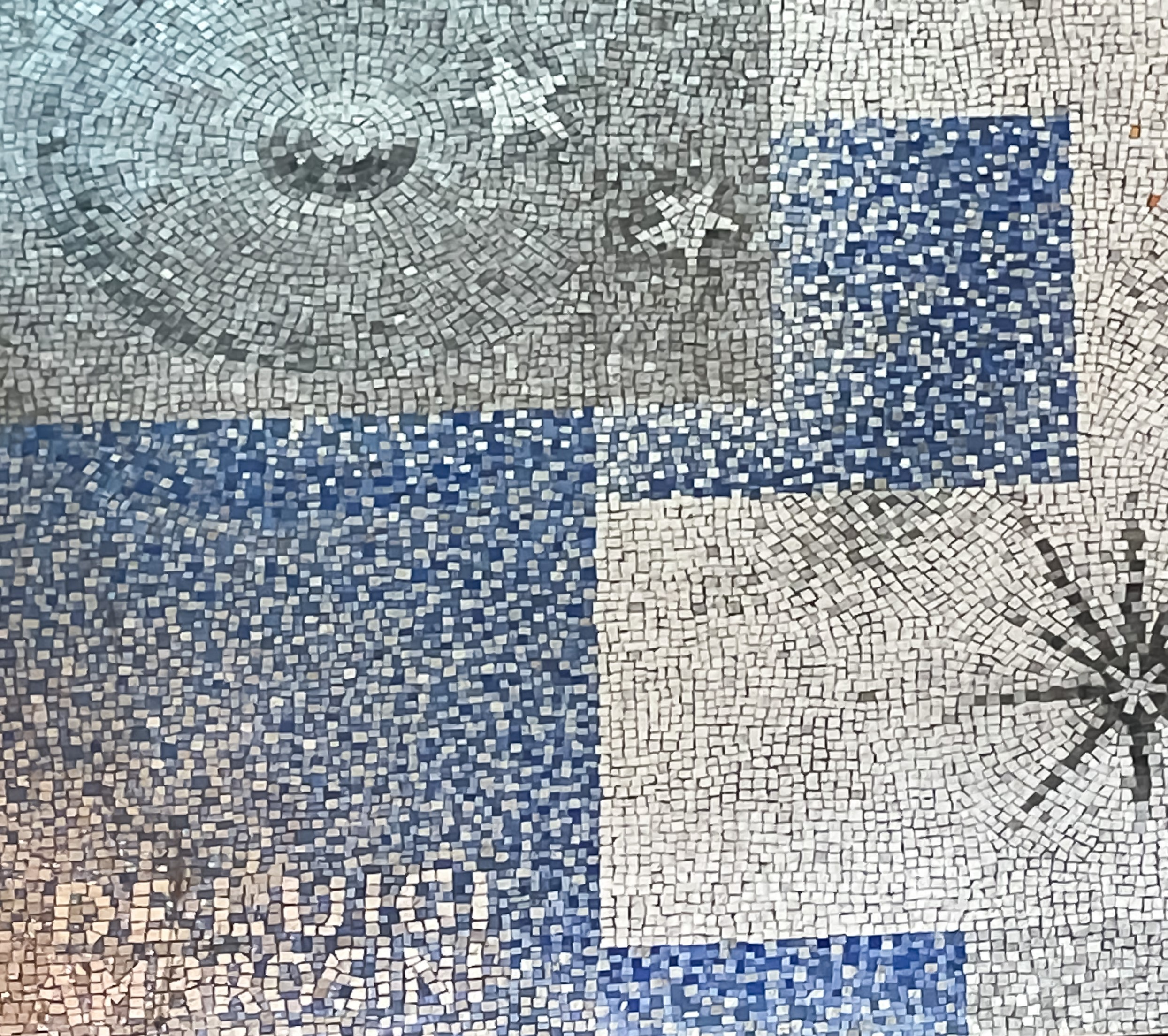
Mosaico di Antonio Giulio Ambrosini e Mario de Luigi presso la Stazione ferroviaria di Venezia, 1955.

Anton Giulio Ambrosini, scritto a volte Antonio Giulio (Modena, 1918 – Venezia, 1994), è stato un pittore italiano, affiliato al movimento spazialista fondato da Lucio Fontana, di cui firma il manifesto dell'arte spaziale nel 1951 e redige di sua mano il manifesto del 1953..

## Biografia
Nato a Modena, è tra i fondatori del Movimento Spazialista veneziano. Nel 1945 fonda con il Pittore Mario Deluigi e l'architetto Carlo Scarpa, la Scuola Libera di Arti Plastiche che come si legge nel testo di presentazione, si definisce: "un movimento che studi, secondo le attuali esigenze spirituali, i caratteri fondamentali della natura italiana in rapporto alla soluzione del problema plastico". Sempre nel 1945 pubblica Prime considerazioni su spazio e oggetto in pittura ove segna il distacco netto dal movimento futurista.
Già prima della laurea in filosofia, conseguita nel 1942 presso l'Università di Padova, dopo un breve sodalizio con Emilio Vedova, Ambrosini si lega a Mario Deluigi di cui sarà in seguito assistente alla cattedra di scenografia presso l'Istituto Universitario di Architettura di Venezia, traducendone gli spunti teorici nelle Considerazioni su oggetto e spazio in Pittura.
A partire dal 1951 partecipa attivamente al Movimento Spazialista italiano, nel periodo 1955-56 collabora con Mario Deluigi all'esecuzione del mosaico in tessere vetrose della stazione di Venezia.     
Il 26 novembre 1951 assieme a Virgilio Guidi, Mario Deluigi, Vinicio Vianello e al critico Berto Morucchio, Ambrosini fa parte del gruppo degli spazialisti veneziani che per primi aderiscono al movimento milanese capeggiato da Lucio Fontana firmando il Manifesto dell'arte spaziale.  
Nell'estate del 1952 aderisce al Manifesto del Movimento spazialista per la televisione assieme ad alcuni artisti come Burri, Crippa, Dova, Fontana, Guidi e Tancredi.
Nel 1953 redige e firma il Manifesto "Lo spazialismo e la pittura italiana nel secolo XX".
Nonostante le frizzanti frequentazioni artistiche della Venezia degli anni cinquanta e sessanta, Ambrosini decide di intraprendere in pittura una strada personale e autonoma dedicandosi ad approfonditi studi di segno, colore e dimensione. Le sue opere, poggiando su solidi riferimenti a Mondrian e Klee ma rispettando appieno la cultura spaziale, si soffermano spesso su una indagine segnica che richiama alla grande tradizione veneto-bizantina del mosaico. 
Nel corso dell'ultimo periodo pittorico (a partire dal 1971) i suoi dipinti andranno arricchendosi di nuove simbologie metaforiche tratte in particolare dalla poesia poundiana e da una personale ed originale interpretazione dei significati linguistici e immaginativi della struttura grafica dell'ideogramma cinese.
Il figlio Claudio (Venezia, 1949) si distinguerà a partire dagli anni '70 per attività della Galleria del Cavallino di Venezia nell'ambito della produzione in video e grazie alla laurea in lingue straniere poté accedere più facilmente alla stampa americana sull'arte e la musica sperimentali ispirandosi ad essa.

## Musei
- Mostra "Antonio Giulio Ambrosini", Galleria del Cavallino di Venezia: Venezia, 1961[7]
- Mostra collettiva "Neue Italienische Kunst", Galerie 59, Aschaffenburg (Germania), 1961[8]
- Mostra collettiva "Pittura italiana", Galerie St. Stephan, Vienna (Austria), 1961[9]
- Mostra collettiva "Mostra Internazionale Malerei 1960/61", Deutsch Ordens Schloß, Wolframs-Eschenbach (Germania)[10]
- Mostra "Antonio Giulio Ambrosini", Galleria Bon: Milano, 1973[11]
- Mostra "Antonio Giulio Ambrosini", Galleria SM 13: Roma, 1974
- Esposizione: "Art 6'75", Basilea (Svizzera), 1975
- Mostra "Antonio Giulio Ambrosini", Galleria del Naviglio: Milano, 1976[12]
- Mostra "I Maestri Veneti del Novecento", Venezia, 2011[13]
- Mostra "Da Rauschenberg a Jeff Koons. Lo sguardo di Ileana Sonnabend", Galleria Internazionale d'Arte Moderna di Ca' Pesaro: Venezia, 2014[14]
- Mostra: "Spazialisti a Venezia", Istituzione Fondazione Bevilacqua La Masa: Venezia, 2018[2]
- Mostra: "Esempi di arte veneta e lombarda": Padova, 1975
- Opera: Fondazione Musei Civici di Venezia – Ca’ Pesaro, Antonio Giulio Ambrosini, Motivo / [ olio e tempera su tela, 58 x 77 cm ], Galleria Internazionale d’Arte Moderna, mostra permanente: [15]
- Opera: Antonio Giulio Ambrosini, Mario Deluigi: presso la Stazione ferroviaria di Venezia, Venezia, 1955[16]
- Opera: Antonio Giulio Ambrosini "Superficie": presso la Fondazione Calderara, Milano [17]